# Aedes milleri
Aedes milleri är en tvåvingeart som beskrevs av Dyar 1922. Aedes milleri ingår i släktet Aedes och familjen stickmyggor. Inga underarter finns listade i Catalogue of Life.